# Paul Rachman
Paul Rachman (Nueva York, 13 de septiembre de 1962) es un director de cine estadounidense, reconocido por dirigir el laureado documental de 2006 American Hardcore, el cual fue estrenado en el Festival de Cine de Sundance y publicado por Sony Pictures Classics. También es uno de los fundadores del Festival de Cine de Slamdance. Inició su carrera creando vídeos musicales de bandas de hardcore punk como Gang Green y Bad Brains.  Más adelante se integró al equipo de la compañía fílmica Propaganda Films, donde dirigió vídeos para bandas de mayor reconocimiento internacional como Sepultura, Alice in Chains, Temple of the Dog, The Replacements, Kiss, Pantera, Joan Jett y Roger Waters, entre muchos otros. Hizo su debut cinematográfico dirigiendo la película de bajo presupuesto Four Dogs Playing Poker, protagonizada por Forest Whitaker, Tim Curry y Balthazar Getty.